# (3698) Manning
(3698) Manning ist ein Asteroid des inneren Hauptgürtels. Der Asteroid wurde am 29. Oktober 1984 von dem US-amerikanischen Astronomen Edward L. G. Bowell an der Anderson Mesa Station (IAU-Code 688) des Lowell-Observatoriums im Coconino County, Arizona entdeckt. Sichtungen des Asteroiden hatte es vorher schon gegeben: am 20. Oktober 1957 unter der vorläufigen Bezeichnung 1957 UV am Goethe-Link-Observatorium in Indiana, am 12. September 1977 (1977 RL3) am Krim-Observatorium in Nautschnyj und schon am 16. März 1983 (1983 FH) an der Anderson Mesa Station.
Für den Asteroiden wurde ein mittlerer Durchmesser von 6,034 (±0,032) km berechnet und eine Albedo von 0,217 (±0,026).
Gemäß einer vom italienischen Astronom Vincenzo Zappalà durchgeführten und 1995 publizierten Datenanalyse könnte (3698) Manning ein Mitglied der Flora-Familie sein, einer großen Gruppe von Asteroiden, die nach (8) Flora benannt ist. Asteroiden dieser Familie bewegen sich in einer Bahnresonanz von 4:9 mit dem Planeten Mars um die Sonne. Die Gruppe wird auch Ariadne-Familie genannt, nach dem Asteroiden (43) Ariadne. In der AstDyS-2-Datenbank wird der Asteroid keiner Asteroidenfamilie zugeordnet.
Die Rotationsperiode des Asteroiden wurde von Brian D. Warner mehrmals untersucht, die Lichtkurven reichten jedoch nicht zu einer Bestimmung aus. Bei einer im Jahre 2006 von Alvaro Alvarez-Candal, René Duffard, Daniela Lazarro und Tatiana Michtchenko veröffentlichten spektroskopischen Untersuchung der Asteroiden des inneren Hauptgürtels wurde (3698) Manning als S-Asteroid klassifiziert.
(3698) Manning wurde am 2. Februar 1988 nach dem britischen Amateurastronomen Brian G. W. Manning (1926–2011) benannt. Die Benennung erfolgte auf Vorschlag von Don Yeomans und Brian Marsden, der auch die Widmung schrieb.